# Bedellia
Bedellia é um gênero de mariposa pertencente à família Acrolepiidae.